# Ranganathan Francis
Ranganathan Francis (auch Ranganandhan Francis; * 15. März 1920; † 1. Dezember 1975 in Madras, Tamil Nadu) war ein indischer Hockeyspieler. Er war neben Richard James Allen der einzige Torhüter unter den sieben Hockeyspielern, die drei olympische Goldmedaillen gewinnen konnten.

## Leben
Bei den Olympischen Spielen 1948 war Francis Ersatztorwart für Leo Pinto. 1952 in Helsinki stand er im Finale gegen die Niederlande im Tor, die Inder gewannen das Spiel mit 6:1. Bei seinem dritten Olympiasieg 1956 in Melbourne war er zweiter Torwart hinter Shankar Laxman.
Francis war ein sehr guter Techniker, der bei Angriffen der indischen Mannschaft weit aus seinem Tor herauskam und als Verteidiger fungierte.